# Wijkia brevifolia
Wijkia brevifolia är en bladmossart som först beskrevs av Hugh Neville Dixon 1935, och fick sitt nu gällande namn av H. Crum 1971. Wijkia brevifolia ingår i släktet Wijkia och familjen Sematophyllaceae.